# Spacebus-Neo

Künstlerische Darstellung von SES-17 im Weltraum

Der Spacebus-Neo ist ein Satellitenbus für geostationäre Kommunikationssatelliten. Hergestellt wird er von dem Raumfahrtkonzern Thales Alenia Space.

## Technische Daten
Der Satellitenbus wurde im Oktober 2015 vorgestellt. Thales Alenia bewirbt ihn als Grundgerüst für moderne und flexible Kommunikationssatelliten. Er soll in verschiedenen Ausführungen verfügbar sein, eine davon besitzt im Gegensatz zu den Vorgängern Spacebus-3000 und Spacebus-4000 einen rein elektrischen Antrieb und verzichtet somit auf chemische Triebwerke. Der Bus mit chemischem Antrieb kann Nutzlasten von bis zu 2000 kg mitführen und liefert maximal 20 kW an elektrischer Leistung, bei der rein elektrischen Version sind es hingegen 1400 kg Nutzlast und 16 kW Leistung. Der Bus ist für eine Satellitenbetriebsdauer von mindestens 15 Jahren ausgelegt.

## Satelliten
Bis November 2022 wurden zehn Satelliten auf Spacebus-Neo-Basis bestellt und davon acht gestartet. Der erste war Eutelsat Konnect, welcher im November 2020 in Betrieb genommen wurde. Im Oktober 2021 wurden SES-17 und Syracuse 4A zusammen gestartet. 2022 folgten dann Eutelsat Konnect VHTS und Eutelsat 10B. Am 7. Februar 2023 wurde Amazonas Nexus gestartet, am 18. Juni selben Jahres gelangte SATRIA in den Orbit.
Stand der Liste: 19. Mai 2025
| Satellit              | Besteller              | Bestelljahr | Startdatum (UTC)  | Trägerrakete     | NSSDC ID  | Startgewicht | Anmerkungen          |
| --------------------- | ---------------------- | ----------- | ----------------- | ---------------- | --------- | ------------ | -------------------- |
| Eutelsat Konnect      | Eutelsat               | 2015        | 16. Januar 2020   | Ariane 5 ECA+    | 2020-005B | 3619 kg      |                      |
| Syracuse 4A           | DGA                    | 2015        | 24. Oktober 2021  | Ariane 5 ECA+    | 2021-095B | 3852 kg      |                      |
| SES-17                | SES S.A.               | 2016        | 24. Oktober 2021  | Ariane 5 ECA+    | 2021-095A | 6411 kg      |                      |
| Eutelsat Konnect VHTS | Eutelsat               | 2018        | 7. September 2022 | Ariane 5 ECA+    | 2022-110A | 6400 kg      |                      |
| Eutelsat 10B          | Eutelsat               | 2019        | 23. November 2022 | Falcon 9 Block 5 | 2022-157A | 5500 kg      |                      |
| Amazonas Nexus        | Hispasat               | 2020        | 7. Februar 2023   | Falcon 9 Block 5 | 2023-017A | 4500 kg      |                      |
| SATRIA                | Satelit Nusantara Tiga | 2019        | 18. Juni 2023     | Falcon 9 Block 5 | 2023-086A |              |                      |
| Astra 1P/SES-24       | SES S.A.               | 2021        | 20. Juni 2024     | Falcon 9 Block 5 | 2024-115A | ~ 5000 kg    |                      |
| SICRAL-3A             | Forze Armate Italiane  | 2021        |                   |                  | -         | noch unklar  | noch nicht gestartet |
| SICRAL-3B             | Forze Armate Italiane  | 2021        |                   |                  | -         | noch unklar  | noch nicht gestartet |